# Karl 2. af Braunschweig
Karl 2. (Karl Friedrich August Wilhelm; 30. oktober 1804 i Braunschweig –18. august 1873 i Genève) var hertug af det lille hertugdømme Braunschweig i Nordtyskland fra 1815 til 1831.
Karl tilhørte Huset Welf og var søn af sin forgænger hertug Frederik Vilhelm af Braunschweig og storebror til sin efterfølger hertug Wilhelm af Braunschweig.